# Grand River (Eriesee, Ontario)
Der Grand River ist ein Zufluss des Eriesees im Südwesten der kanadischen Provinz Ontario.

## Flusslauf
Von seiner Quelle fließt der Grand River in südlicher Richtung durch Grand Valley, Fergus, Elora, Waterloo, Kitchener, Cambridge, Paris, Brantford, Caledonia und Cayuga, bevor er am Nordufer des Eriesees südlich von Dunnville bei Port Maitland in diesen mündet. 
Einer der landschaftlichen Höhepunkte des Grand River sind die Wasserfälle und die Schlucht Elora Gorge bei Elora.
Der Grand River ist der größte Fluss, der vollständig innerhalb des südlichen Ontario fließt. Der Fluss verdankt seine Größe der ungewöhnlichen Tatsache, dass seine Quelle relativ nah an der Basis der Bruce-Halbinsel liegt und von dort südwärts zum Eriesee fließt, und nicht zum wesentlich näheren Huronsee oder dessen Georgsbucht (die meisten Flüsse in Süd-Ontario fließen zum jeweils nächsten See der Großen Seen, weshalb diese in der Regel klein sind). Der ländliche Charakter des Grand River und dessen leichter Zugang und das Fehlen von Portage-Stellen machen ihn zu einem beliebten Kanu-Fluss, insbesondere der Abschnitt zwischen West Montrose und Paris. Mehrere Schutzgebiete liegen im Bereich des Flusses. Diese werden von der Grand River Conservation Authority betrieben.
Der Grand Valley Trail erstreckt sich über 266 km entlang des Flusstals des Grand River von der Stadt Dundalk und des Eriesees.
Der Fluss wurde von den Franzosen während des 18. Jahrhunderts Grande Rivière genannt. 
Später wurde er von John Graves Simcoe in Ouse River nach dem Fluss Great Ouse in seiner Heimat Lincolnshire umbenannt. 
Die anglisierte Form des französischen Namens blieb jedoch im allgemeinen Gebrauch.

## Einzugsgebiet
Das Einzugsgebiet des Grand River besteht aus dem Gebiet, welches von ihm und seinen Zuflüssen wie beispielsweise dem Conestogo, Speed, Eramosa, Irvine und Nith entwässert werden. Der Grand River besitzt das größte Einzugsgebiet in Süd-Ontario. 
Der Luther Marsh, ein 52 km² großes Feuchtgebiet am oberen Grand River, ist eines der größten Binnenlandfeuchtgebiete im südlichen Ontario und Lebensraum für Wasservögel wie der Amerikanische Zwergdommel und die Trauerseeschwalbe, sowie Amphibien. Es handelt sich um einen wichtigen Sammelpunkt während des Vogelzugs.
Das Einzugsgebiet umfasst 6.200 km². Der Grand River hat den Status eines Canadian Heritage River.
Der Grand Valley Dam, nahe der Ortschaft Belwood, wird zur Regulierung des Grand River eingesetzt, insbesondere bei Frühjahrshochwasser. Der Damm wurde 1942 fertiggestellt und wird allgemein als Shand Dam bezeichnet, dem Namen einer Familie, die wegen des Stausees Lake Belwood umgesiedelt wurde.

### Gewässer im Einzugsgebiet
- Canagagigue Creek
- Chilligo Creek
- Conestogo River
- Eramosa River
- Laurel Creek
- McKenzie Creek
- Mill Creek
- Nith River
- Speed River
- Whitemans Creek